# 노르웨이의 코로나19 범유행
다음은 노르웨이에서의 코로나19 범유행에 관한 설명이다.

## 경과
2월 26일 노르웨이는 코로나바이러스감염증-19의 첫번째 사례를 확인했다. 노르웨이 공중보건 연구소는 한 여자가 지난 주 중국에서 돌아온 후 양성 반응을 보였다고 발표했다. 환자는 무증상이고 건강 상태가 양호했다. 그녀는 트롬쇠에 있는 집에서 자가 격리되었다.
2월 27일, 노르웨이 공중보건 연구소는 3명이 양성 반응을 보였다고 발표했다. 그들 중 두 명은 오슬로에 살았으며 이탈리아에서의 감염증 유행과 관련이 있었다. 다른 하나는 베룸에 살았으며 이란에서의 감염증 유행과 관련이 있었다. 그들 모두는 집에서 자가격리되었다.
2월 28일, 베르겐 사람과 오슬로 대학 병원 직원이 감염이 확인되었으며, 자가격리되었다. 둘 다 북부 이탈리아를 방문했다.

## 같이 보기
- 유럽의 코로나19 범유행
- 나라별 코로나19 범유행